# Rafał Hryszko
Rafał Hryszko – polski historyk, mediewista, wykładowca i profesor Uniwersytetu Jagiellońskiego.

## Życiorys
Absolwent LO w Jarosławiu. Laureat XVIII Olimpiady Historycznej (6 miejsce). 
Doktorat uzyskał w 2003 roku pracą Genueńska obecność gospodarcza na północno-zachodnich wybrzeżach Morza Czarnego w latach 1350-1475. W 2015 roku habilitował się. W badaniach zajmuje się m.in. zagadnieniami handlu średniowiecznego, historii miast oraz życia codziennego. Jeden z pracowników Zakładu Historii Powszechnej Średniowiecznej Uniwersytetu Jagiellońskiego.

## Wybrane publikacje
- Llibre de Sent Soví. Katalońska średniowieczna księga kucharska, Kraków 2010 (tłumaczenie i opracowanie)
- Januensis ergo mercator? Działalność gospodarcza Genueńczyków w ziemi lwowskiej na tle kontaktów Polski z czarnomorskimi koloniami Genui w XV wieku, Kraków 2012
- Genoese Colonies in the Black Sea Region. Their Role in the Transfer of Regional Products in the Late middle Ages, (w:) Ten Centuries of Byzantine Trade (the 5th–15th centuries). Collection of Scientific Papers, Kijów 2012